# Stoksova teorema
U matematici i fizici, Stoksova teorema ili Kelvin-Stoksova teorema, nazvana po Džordžu Gabrijelu Stoksu i Lordu Kelvinu je generalizacija Grinove teoreme u višim dimenzijama. Poznata je i kao osnovna teorema rotacije, a jedna je od bitnijih teorema u vektorskoj analizi. Ona povezuje krivolinijski integral oko proste zatvorene krive C i dvostruki integral nad oblasti S ograničenom sa C, a takođe povezuje i definiciju eksteriornih izvoda sa topološkim konturama u slučaju njene generalizacije.
Teorema u trodimenzionalnom R3 omotaču glasi:                                                                                                                                                                                                                                                                                                                                   
Neka je S pozitivno orijentisana, deo po deo, glatka površina ograničena jednostavnom, zatvorenom krivom C= ∂S i neka je F vektorsko polje koje pripada toj površini, onda je:
{\displaystyle \int \limits _{C}{\vec {F}}\cdot d{\vec {r}}=\iint \limits _{S}\nabla \times {\vec {F}}\cdot d{\vec {S}}}
Za pozitivnu orijentaciju krive smatra se orjentacija u smeru suprotnom smeru kazaljki na satu. Nekada se crta kružić na simbolu integrala da se označi da je kriva C zatvorena kriva.

## Intuicija dokaza
Kao univerzalniji pristup Grinovoj teoremi, intuicija iza Stoksove teoreme govori da je ukupna zakrivljenost nad jednim prostorom jednaka zakrivljenosti na njegovoj granici. 

## Primena
Stoksova teorema ima brojnih primena u fizici, to jest mehanici fluida, irotacionim vektorskim poljima, elektromagnetizmu, topologiji,... Ovde se razmatra primena na Maksvelove jednačine, najbitnije jednačine elektromagnetizma.

### Maksvelove jednačine
U elektromagnetizmu, Stoksova teorema omogućava proveru jednakosti diferencijalnih formi u Maksvel-Faradejevom i Maksvel-Amperovom zakonu. Ako se primeni na električno polje E u Faradejevom zakonu glasi:
{\displaystyle \oint \limits _{\partial \Sigma }E\cdot dl=\iint \limits _{\Sigma }\nabla \times E\cdot dS}
U Amperovom zakonu primenljiva je na magnetno polje B:
{\displaystyle \oint \limits _{\partial \Sigma }B\cdot dl=\iint \limits _{\Sigma }\nabla \times B\cdot dS}

## Generalizacija
Generalizacija Stoksove teoreme na višedimenzionalne omotače pruža matematičko shvatanje kontura i pokazuje primenu eksteriornih izvoda      (generalizuje izvode na više dimenzije). Ona glasi:
{\displaystyle \int \limits _{\partial t}{\vec {F}}=\int \limits _{t}d{\vec {F}}}
U notaciji ∂t označava konturu, a dF eksteriorni izvod. Teorema pokazuje suprotnost između kontura i izvoda. Pokazuje i da su  diferencijalni i infintezimalni račun u jednoj, dve i tri dimenzije, kao i osnovna teorema diferencijalnog i infintezimalnog računa samo njeni specijalni slučajevi.

## Spoljašnje veze
- Wolfram Mathworld
- https://tutorial.math.lamar.edu/classes/calcIII/stokestheorem.aspx